# Los renglones torcidos de Dios (película mexicana)
Los renglones torcidos de Dios es una película mexicana de 1983 dirigida por Tulio Demicheli y basada en el libro homónimo de Torcuato Luca de Tena.
Su estreno se realizó el 29 de septiembre de 1983.
Fue filmada en diferentes lugares del estado mexicano de Morelos. Entre otros, en la ciudad de Cuautla, la Hacienda de Atlihuayan en Oaxtepec y en el pueblo de Yautepec de Zaragoza.
La historia se centra en la detective Alicia Gould, interpretada por Lucía Méndez, que siguiendo la pista de asesinato del padre del doctor García del Olmo, su cliente, decide internarse de manera encubierta en un manicomio. Las influencias del cine de Juan López Moctezuma, en especial de La mansión de la locura, y de los filmes anglosajones La naranja mecánica y La mujer pantera son fuertes.
El nombre de la protagonista, Alicia hace referencia a la novela de Lewis Carroll, Alicia en el País de las Maravillas. El título de la película hace referencia a la condición de los pacientes del lugar, en oposición a la supuesta rectitud de la condición mental de Alicia. Esto se hace explícito en una carta que Ignacio le escribe a Alicia donde le dice:

Eras la única línea recta entre tantos renglones torcidos de Dios.
Ignacio Rojas.

## Argumento
Alicia de Estrada entra en el manicomio de Santa Teresa, buscando entrevistarse con el doctor Alvar, interpretado por Manuel Ojeda, pero se entera de que acaba de salir de vacaciones y no volverárá hasta dentro de un mes. El doctor Ruiz, que la recibe, le dice que aunque ha entrado voluntariamente su salida no podrá darse de la misma manera, al mismo tiempo que hojea el expediente falso de Alicia, donde vemos que supuestamente intentó envenenar en tres ocasiones a su marido, sobre el cual ha construido una coartada.
Desde sus primeros minutos Alicia comenzará a sentir el encierro al que está sometida, su salida no se producirá hasta que la den de alta, de sus pertenencias sólo se le permite conservar su cepillo de dientes, se le da un uniforme y se le exige quitarse el maquillaje de la cara. Inicialmente encuentra comprensión en la enfermera Montserrat (Mónica Prado) y en el doctor González Arellano (Gonzalo Vega), encargado de atenderla en la ausencia del director del manicomio.
Poco a poco empieza a habituarse al lugar para pasar el tiempo lo mejor posible. El paciente Ignacio (Alejandro Camacho) llama su atención por su aparente normalidad, pero éste esconde un oscuro secreto, su fobia al agua. A los pocos días de terminar su primer mes en el lugar, es atacada por el jorobado, uno de los pacientes al que accidentalmente termina matando en defensa propia.
Cuando finalmente vuelve el doctor Alvar de sus vacaciones, Alicia puede entrevistarse con él pero Alvar desconoce todo el plan que supuestamente habían elaborado juntos para que ella pudiera entrar falsificando su expediente, a petición de su cliente y amigo personal de Alvar. Esto la enemista definitivamente con Álvar y cuando le conceden su entrevista con su cliente, Del Olmo, éste no es quien ella conocía y su situación empeora, pues eso determina que será tratada en breve con electroshocks.
Con amor, dedicación y actos heroicos se gana el cariño de todo el centro psiquiátrico incluida la dura enfermera Corada, de todos salvo de Alvar. Así, decide escaparse, sabiendo que sus amigos más queridos están a punto de salir, el doctor César González se va de vacaciones, Montserrat deja de trabajar para casarse (o algo así) y el flaco Ignacio Rojas finalmente queda curado. Después de fugarse la noticia se corre por los medios y es devuelta al manicomio por unos camioneros a los que había hecho autostop.
A su vuelta al manicomio los enfermos se rebelan para pedir la salida de Alicia, y los doctores elaboran una carta para que esto se realice y piden la destitución de Alvar. Sin embargo, Alvar indignado renuncia voluntariamente y la doctora Bernardos (Manola Saavedra) ocupa su lugar. Bernardos sale a Ciudad de México sin firmar la salida de Alicia, y en el Distrito Federal se encuentra con quien acompañó a Alicia a la clínica, enterándose de que se trataba del doctor Del Olmo, y éste le confirma que la historia del supuesto expediente falso era absoluta y fatídicamente cierta: su marido la engañaba, abusaba de ella, y la despojó de su fortuna, quebrándose ella y siendo dejada a su vecino, el doctor Del Olmo, por su fraudulento esposo.

## Reparto
- Lucía Méndez es la detective Alicia Estrada.
- Gonzalo Vega es el doctor César González Arellano.
- Mónica Prado es la enfermera Montserrat.
- Manuel Ojeda es el doctor Alvar, quien es el director del lugar y su supuesto contacto en dicho lugar.
- Manola Saavedra es la nueva directora, la doctora Bernardos.
- María Prado La enfermera Conrada.
- Alejandro Camacho es Ignacio Rojas.
- Xavier Marc es uno de los doctores del lugar.